# حاجب (استان بسکره)
حاجب (به عربی: الحاجب) یک شهرداری در الجزایر است که در استان بسکره واقع شده‌است. حاجب ۱۰٬۱۲۶ نفر جمعیت دارد.